# 요한네스 크리소스토모스
요한네스 크리소스토모스(그리스어: Ιωάννης ο Χρυσόστομος 이오아니스 오 흐리소스토모스[*], 349년경 – 407년) 또는 요한 크리소스톰(John Chrysostom)은 초기 기독교의 교부이자 제37대 콘스탄티누폴리스 대주교였다. 뛰어난 설교자이자 주해가였던 그는 매우 중요한 기독교 신학자 가운데 한 사람이었고 끊임없이 기독교 교리에 대해 설전을 펼쳤다.
콘스탄티노폴리스 총대주교 요한네스는 동방 로마 황제 아르카디우스와 그의 아내 아일리아 에우독시아 등에 의해 박해를 받고 유배를 당해 유배지에 가던 중 죽었다. 그의 죽음 이후, 그에게 ‘황금의 입을 가진’이라는 뜻의 그리스어인 크리소스토모스(그리스어: Χρυσόστομος)라는 별칭이 붙게 되었다.
로마 가톨릭교회와 동방 정교회, 성공회 모두 그를 성인으로 추대하였으며, 축일은 각각 9월 13일과 11월 13일이다. 대한성공회에서 사용하는 《성공회 기도서》의 저녁기도(만도)에도 성 크리소스톰의 기도가 포함되어 있다.

## 행적

### 어린 시절
요한네스는 349년 안티오키아에서 태어났다. 아버지는 로마 군단의 장교였고, 그가 어려서 죽었기 때문에 주로 어머니 안투사(Anthusa) 밑에서 양육되었다. 유명한 이교도 수사학자 리바니우스에게 법학과 수사학 등을 공부하였고, 요한네스는 교육을 마친 뒤에 수사학자가 되었다. 리바리니우스는 요한네스를 자신이 길러낸 최고의 학자로 평했는데, 소조멘에 따르면 훗날 리바니우스가 임종 직전 누가 리바니우스를 계승할지 질문했을 때 리바니우스는 "그리스도인들이 우리에게서 그를 데려가지 않았다면 요한네스였을 것입니다"라고 말했다고 한다. 요한네스는 안티오키아 학파의 타르수스의 디오도로스 밑에서 신학을 공부했다. 결국 기독교에 헌신하기로 하고 모친이 돌아가시자, 은둔 수사가 되어 성경 읽기와 고행을 이어갔다.
극단적인 고행으로 건강이 나빠지자, 안티오키아로 돌아온 그는 381년 안티오키아의 멜레티오스 주교에 의해 부제서품을 받았고 곧이어 386년 멜레티우스 주교를 계승한 플라비아누스 주교에게 사제서품을 받았다. 이후 12년 동안 안티오키아 교회에서 사목활동을 하였으며,《사제직》이라는 책을 저술하였다. 안티오키아에서 12년 동안 요한네스는 안티오키아 대성당인 금교회에서 연설한 웅변, 특히 성경 강해와 도덕적 가르침에 대한 통찰력 있는 해설로 인기를 얻었다.
387년 황제 테오도시우스 1세의 즉위 10주년을 맞아 안티오키아에 특별세가 부과되자, 당시 요한네스의 조각상에 관한 설교를 들은 몹시 격양된 시민들이 납세거부 투쟁을 일으켰는데, 그들은 테오도시우스 1세와 죽은 황후 플라킬라, 아르카디오스, 호노리우스 석상을 시내에 질질 끌고 다니며, 공중목욕탕을 파괴하였다. 이에 분노한 황제는 안티오키아시를 말살해버리겠다고 위협했으나, 플라비아누스 주교의 중재로 안티오키아 시는 말살을 면할 수 있게되었다.

### 콘스탄티노폴리스의 대주교
397년 콘스탄티노폴리스 총대주교 넥타리오스가 죽자, 언티오키아에 있던 요한네스를 콘스탄티노폴리스 교회에서 만장일치로 선출되어 황제 아르카디우스에 의해 378년 콘스탄티누폴리스 대주교로 임명되었다. 콘스탄티누폴리스에서도 그는 공부를 많이 한 신학자다운 특유의 명쾌한 설교와 강의로 그 곳 시민들에게 큰 인기를 얻었다. 그러나 권력자와 부자들의 사치와 인색함을 신랄하게 비판하는 예언자적인 설교를 하였기 때문에 많은 물의를 일으켰고, 수많은 적들도 많이 만들었다.

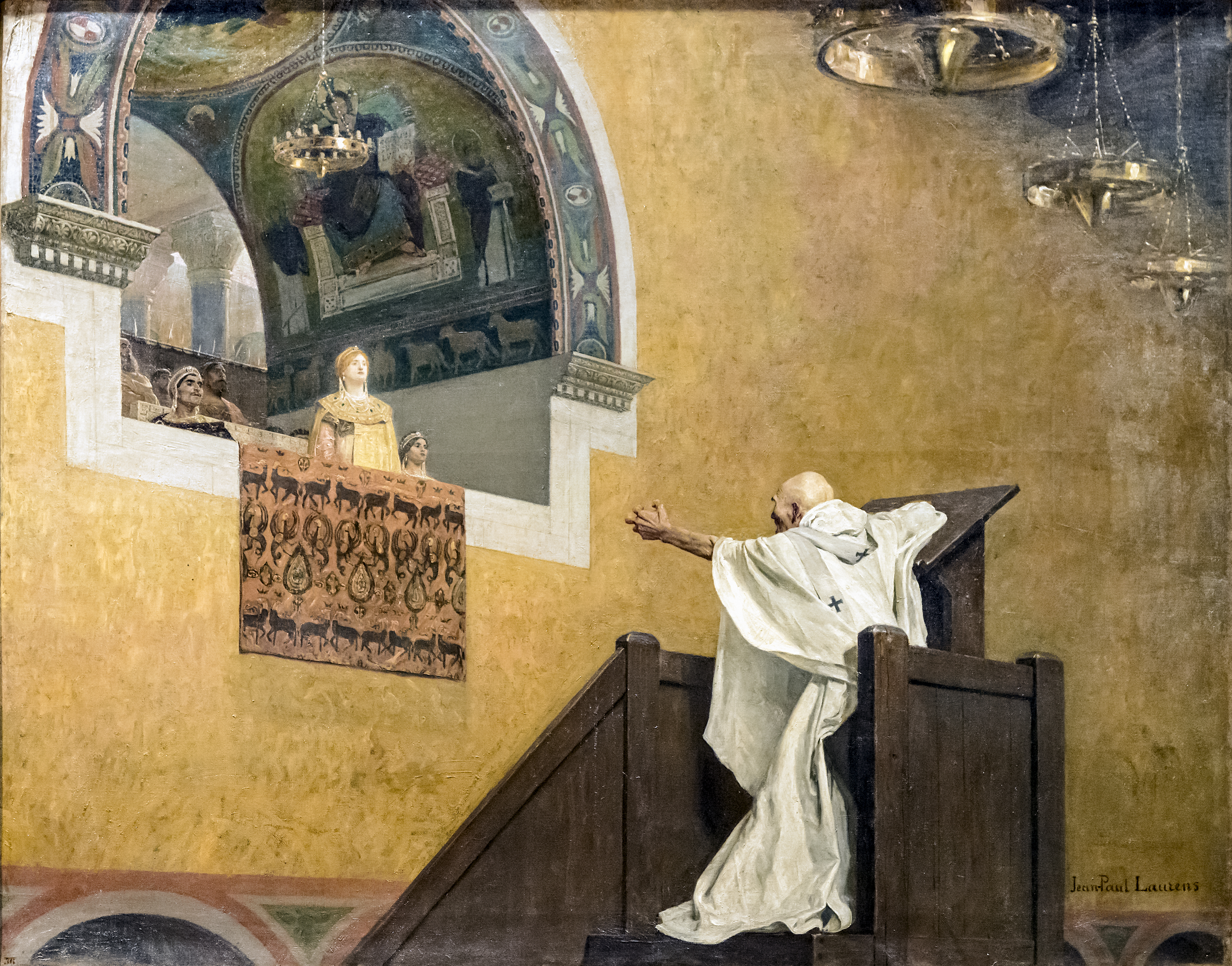
에우독시아 황후와 논쟁을 벌이는 요한네스. 19세기 프랑스 그림.

그 중 가장 강력한 대적은 바로 동로마의 황제 아르카디우스의 황후인 아일리아 에우독시아였다. 에우독시아는 사치스럽고 방탕한 행실로 콘스탄티누폴리스 대주교인 요한네스에게 공공연하게 비판을 받았기 때문에, 요한네스를 제거하려고 하였다. 또한 요한네스는 청빈의 의무를 실천하지 않는 성직자들을 교회에서 추방하고, 그의 감독을 받는 사제, 수녀, 수사들은 모두 독신생활을 해야 하였다.
이러한 강직하고 까다로운 성격은 알렉산드리아 대주교인 테오필로스와도 불화를 일으켰다. 403년 참나무 시노드에서 그는 모함을 이용한 여러 가지 죄목으로 요한네스 대주교를 기소하였는데, 정작 요한네스가 출두하지 않자 그를 단죄한 뒤 대주교직에서 면직시켜 버렸다. 이를 기회로 에우독시아는 남편 아르카디우스를 부추겨 그를 비티니아로 유배시켰다.
콘스탄티누폴리스 시민들은 그들이 존경하는 요한네스 대주교가 유배되자 폭동을 일으켰고, 테오필로스 대주교의 지지자들과 시가전으로 충돌했다. 그 날 밤, 콘스탄티노폴리스에서 지진이 일어나고 황후 에우독시아가 유산을 하자, 황후의 촉구로 황제 아르카디우스는 그를 다시 불러들였으며, 참나무 시노드는 무효화되었다. 그러나 이후 에우독시아가 대성당 바깥에 아우구스테움 광장에 세울려는 에우독시아의 은상(銀像)을 둘러싸고 다시 황후와 요한네스 대주교는 대립했고 결국 다음 해에 벌어진 종교회의에서 알렉산드리아와의 불화와 그의 설교에서의 에우독시아에 대한 비판으로 요한네스 대주교는 퇴임 명령에 불복했다. 404년 부활절 세례의식 중에 황제의 군대가 들이닥쳐 무참히 신자들을 살해했고, 요한네스의 지지자들은 희생당했다. 요한네스 그 자신도 다시 해임 및 유배당하였다. 그가 수도에서 유배되자 폭동으로 대성당과 원로원 건물이 잿더미로 변했다.
요한네스 대주교는 유배를 떠나기 직전, 교황 인노첸시오 1세에게 억울함을 호소했고, 교황은 서로마 황제 호노리우스의 도움을 받아 이 사태에 개입을 시도했다. 호노리우스와 교황은 아르카디우스를 압박하여 요한네스 대주교를 돕고자 하였으나 아르카디우스는 응하지 않았다. 406년 서방 황제와 교황은 대표단을 콘스탄티노폴리스로 파견했으나 아르카디우스는 이들을 도시에 들어가지도 못하게 하고 감금한 후 이탈리아로 다시 돌려보냈다.
407년 가을, 요한네스는 소아시아 폰투스의 새롭게 변경된 유배지인 피티우스에 가던 중에 코마나에서 사망하였다. 그의 마지막 말은 "Δόξα τῷ Θεῷ πάντων ἕνεκεν"(모든 것에 대해 하나님께 영광)이라는 말이였다고 한다. 그의 죽음으로 로마 교회와 콘스탄티노폴리스의 동방교회는 감정의 골이 깊어졌다. 그가 죽은 뒤 약 31년 후인 438년 총대주교 프로클로스의 노력으로 요한네스는 공식적으로 명예 회복을 받았고 그의 유해는 콘스탄티노폴리스로 돌아왔다. 당시 동로마 황제이자 황후 에우독시아의 아들인 테오도시우스 2세가 엄숙히 장례를 치러주었다.
그러나 1204년 제4차 십자군 원정 당시 베네치아 공화국의 제4차 십자군 세력이 콘스탄티노폴리스를 침공하여 약탈을 벌일 때 그의 유해는 십자군에 의해 파헤쳐져 로마로 옮겨졌다. 그로부터 800년 후인 2004년 11월 27일 교황 요한 바오로 2세에 의해 요한네스의 유해는 다시 콘스탄티노폴리스로 돌아와 이장되었다.

## 설교
현재 전승되는 크리소스토모스 대주교의 설교를 보면, 지금 지니고 있는 것을 잃지 않으려거든, 그것을 남들과 나누라거나,그리스도의 제대가 금으로 된 잔으로 가득 차 있으면서, 그리스도께서 굶주림으로 돌아가신다면 무슨 유익이 있겠는가라는 설교처럼 부자들의 인색함과 사치를 비판하는 내용이 있다.
고린도전서 12장에 대한 설교에서 3절에 나오는 '예수를 저주하는 자'는 그가 악령에 씌어서 눈에 보이도록 또한 난폭하게 행동하는 것이라고 비판하였다.